# Musée d'art contemporain de Baie-Saint-Paul
 (juillet 2021).
Le Musée d’art contemporain de Baie-Saint-Paul est un musée d’art contemporain situé dans le centre-ville de Baie-Saint-Paul, dans la région touristique de Charlevoix au Québec. De plus, il est situé au cœur du quartier culturel. Son emplacement est reconnu comme étant un endroit où sont situés bon nombre de galeries et de monuments en l’honneur des artistes.

## Mission
La mission du Musée d’art contemporain de Baie-Saint-Paul est de faire connaître, promouvoir et conserver l’art contemporain à l’aide d’événements de conservation, d’acquisition et de démonstration de l’art tout en conservant la modernité.  De plus, rapprocher l’art et le public est un autre aspect de leur mission. En effet, créer un accès facile et une relation directe avec les visiteurs qui viennent découvrir les arts de ce musée.

## Histoire
Le Musée d’art contemporain de Baie-Saint-Paul occupe l’ancien emplacement du cinéma le Laurentien. Après la Seconde Guerre mondiale, il est devenu un lieu de prédilection pour les spectacles régionaux ainsi que des troupes de théâtre itinérantes du Québec. Vers le milieu des années 1980, la corporation du centre lance une campagne de souscription populaire et à la suite de cela, un montant de 100 000 $ fut amassé. Cette somme servira à mettre en action un centre d’exposition d’importance nationale qui sera complètement consacrée aux activités artistiques et culturelles dans la région de Charlevoix. Avec la supervision, à l’époque, de madame Françoise Labbé, le bâtiment sera construit au même emplacement que le cinéma le Laurentien. Il est le seul musée d’art contemporain de l’est du Québec.

## Le bâtiment
Dessiné par l’architecte Pierre Thibault, le musée devient à lui seul un œuvre d’art.[non neutre]

## Guidage dans le musée
Lors des Symposiums, des entremetteurs guident les visiteurs. Selon le directeur du musée, tous les nouveaux dans un nouvel environnement ont besoin d’accompagnement et d’explications. Dans la partie de l’exposition permanente, les entremetteurs ont été remplacés par des textes et des vidéos qui projettent les personnages principaux de l’exposition de sorte que les visiteurs aient l’impression qu’ils leur parlent directement.

## Collection
Jusqu’à maintenant, le Musée a eu la chance d’accueillir de grandes expositions. Notamment, en 1998, la visite de Riopelle et son célèbre canot suspendu qui a attiré l’attention de beaucoup de visiteurs. Aussi, le Symposium international d’art contemporain a présenté une grande collection qui remémore la visite de 400 artistes du monde. De plus, de grands artistes ont exposé au Musée d’art contemporain, dont Françoise Sullivan, Alfred Pellan, Paul-Vanier Beaulieu, George D. Pepper, Kathleen Daly, René Richard, les sœurs Blanche Bolduc, Yvonne Bolduc,  et plusieurs autres. Présentement, le musée dispose d’une exposition permanente qui se nomme «Zone de libres-échanges» qui racontent les différentes histoires de cet événement qui se déroule à l’année et où douze artistes œuvrent directement dans l’aréna municipale de Baie-Saint-Paul. Le public fait partie intégrante de cette création.

## La reconnaissance muséale
Le 13 juin 2008, madame Christine Saint-Pierre, ministre de la Culture, des Communications et de la Condition féminine au Québec, a accordé la reconnaissance muséale officielle du Musée d’art contemporain de Baie-Saint-Paul. Après avoir reçu le titre muséal, le musée ne s’en est pas tenu simplement à ça. Pour celui-ci, c’est une responsabilité très importante qui encourage les grands dirigeants et ses collaborateurs à conserver un niveau qui frôle l’excellence.

## Expositions
Le Musée d’art contemporain de Baie-Saint-Paul organise du 28 novembre 2015 au 14 février 2016, l’exposition Ateliers croisés. Œuvres rassemblées par monsieur René Viau, commissaire de l’exposition, et Serge Murphy, chargé de projet. Cette exposition présente des œuvres des artistes Claude Vermette (objets d’art, pièces de faïence, encres, aquarelles et céramiques) ainsi que Mariette Rousseau-Vermette (tapisserie) afin de présenter le parcours complet du couple originaire de Sainte-Adèle.